# Aartsbisdom Sydney
Het aartsbisdom Sydney (Latijn: Archidioecesis Sydneyensis; Engels: Archdiocese of Sydney) is een metropolitaan aartsbisdom van de Rooms-Katholieke Kerk in Australië. De zetel van het aartsbisdom is in de stad Sydney. De aartsbisschop van Sydney is metropoliet van de kerkprovincie Sydney, waartoe ook de volgende suffragane bisdommen behoren:
- Bisdom Armidale
- Bisdom Bathurst
- Bisdom Broken Bay
- Bisdom Lismore
- Bisdom Maitland-Newcastle
- Bisdom Parramatta
- Bisdom Wagga Wagga
- Bisdom Wilcannia-Forbes
- Bisdom Wollongong

## Geschiedenis
In 1834 werd het apostolisch vicariaat van Nieuw-Holland en Van Diemensland opgericht uit het apostolisch vicariaat Kaap de Goede Hoop. Op 5 april 1842 werden de apostolische vicariaten Hobart en Adelaide afgesplitst en werd het viraciaat verheven tot bisdom Sydney. Op 22 april 1842 werd Sydney verheven tot metropolitaan aartsbisdom.
Op 6 mei 1845 werden de vicariaten King George Sounde - The Sound en Perth afgesplitst. Op 25 juni 1847 werden de bisdommen Melbourne en Maitland-Newcastle opgericht uit gebiedsdelen van het aartsbisdom Sydney. Op 12 april 1859 gebeurde dit voor het bisdom Brisbane, op 17 november 1862 voor het bisdom Gouldburn en op 20 juni voor het bisdom Bathurst.
De aartsbisschop van Sydney wordt traditioneel vaak benoemd tot kardinaal.

## Bisschoppen
- 1832-1842: John Bede Polding OSB (vervolgens aartsbisschop)

### Aartsbisschoppen
- 1842-1877: John Bede Polding OSB
- 1877–1883: Roger William Bede Vaughan OSB
- 1884–1911: Francis Patrick Moran
- 1911–1940: Michael Kelly
- 1940–1971: Norman Thomas Gilroy
- 1971–1983: James Darcy Freeman
- 1983–2001: Edward Bede Clancy
- 2001–2014: George Pell

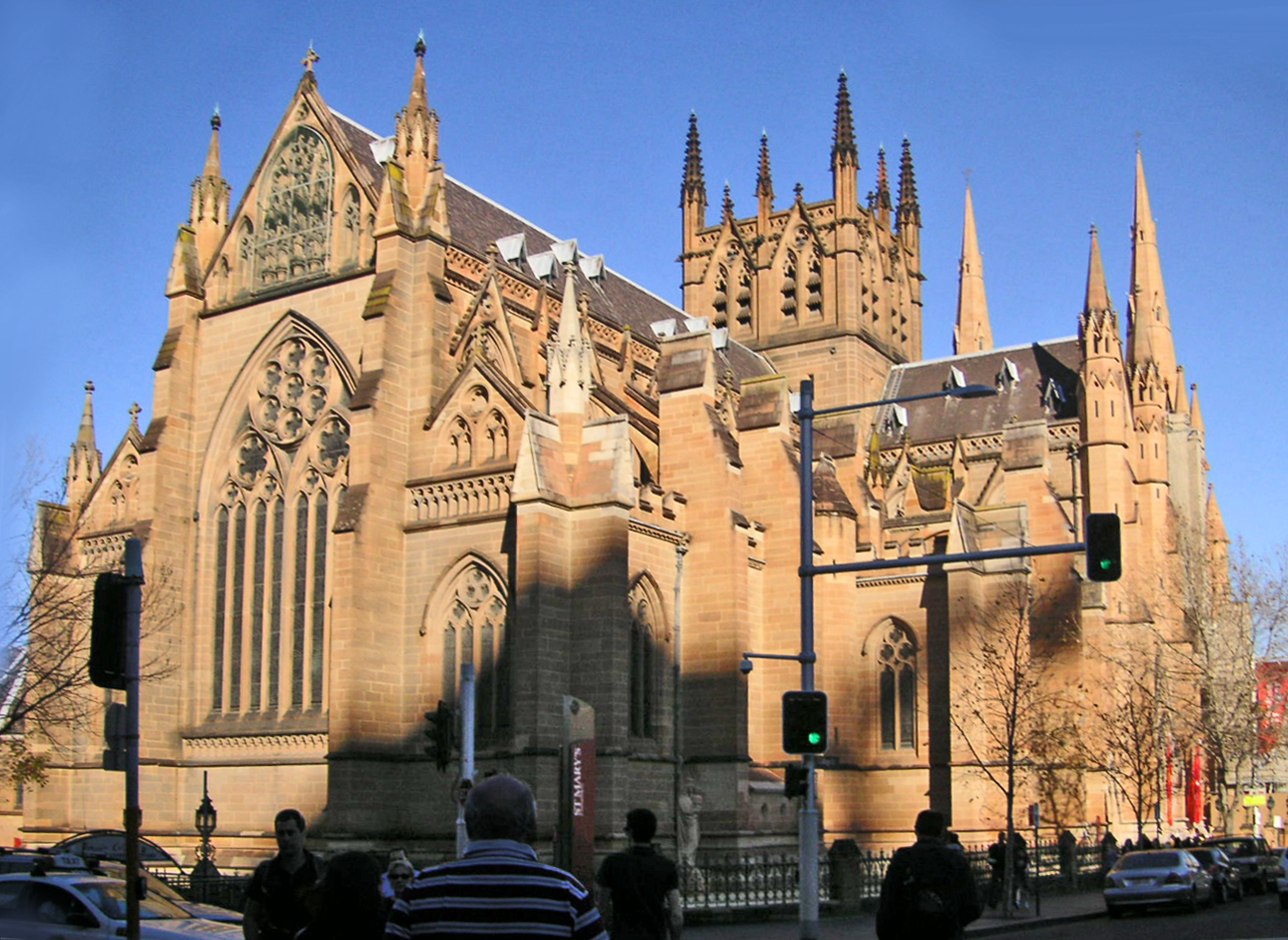
Kathedraal van Sydney
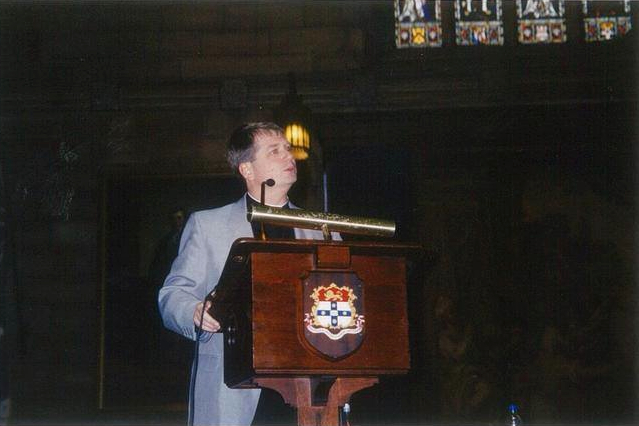
2014-heden: Anthony Fisher OP
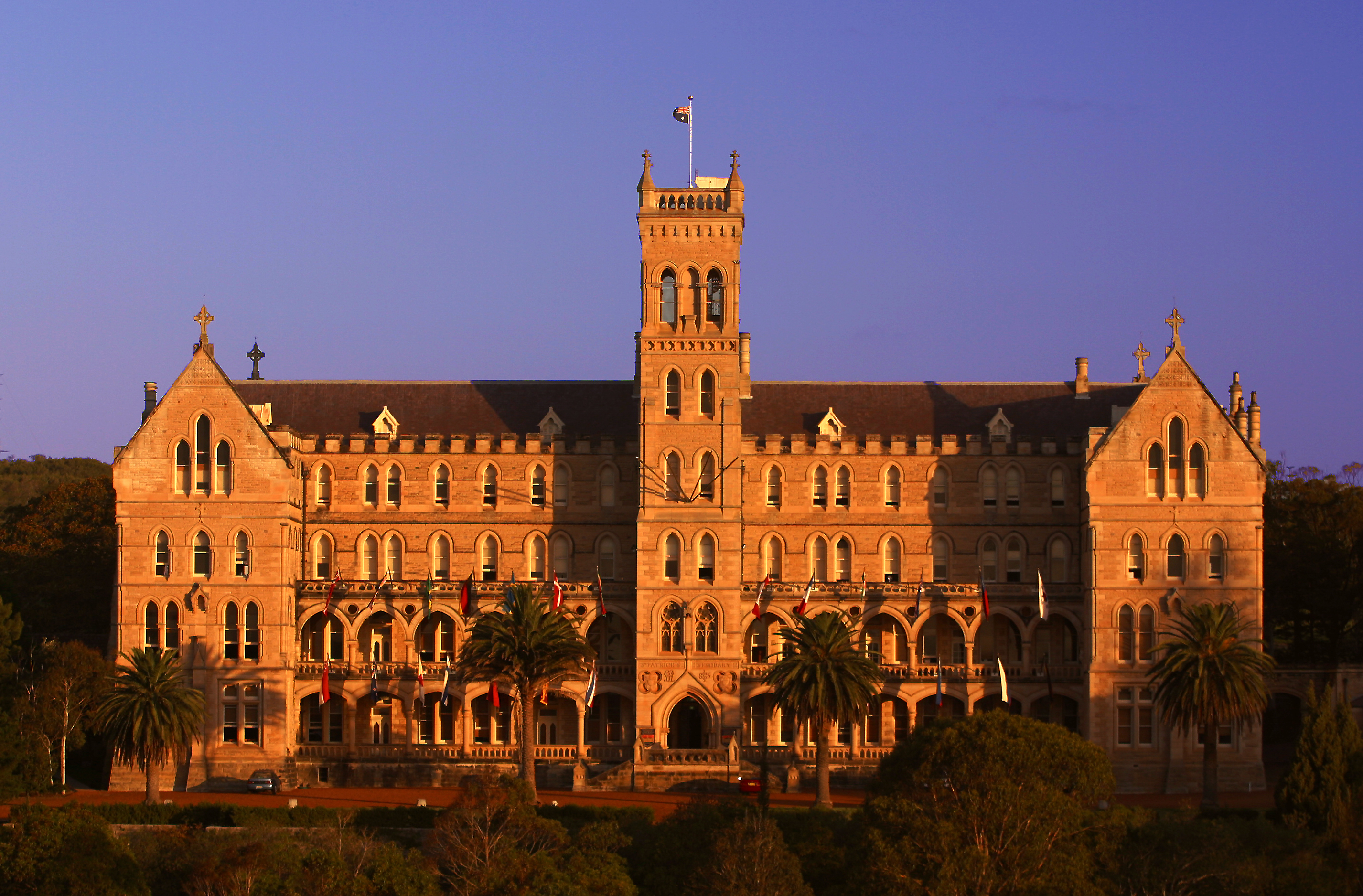
St Patrick's Seminary